# Pascal Le Pautremat
 (février 2023).
 (mars 2025).
La mise en forme du texte ne suit pas les recommandations de Wikipédia : il faut le « wikifier ».
Les points d'amélioration suivants sont les cas les plus fréquents. Le détail des points à revoir est peut-être précisé sur la page de discussion.
- Les titres sont pré-formatés par le logiciel. Ils ne sont ni en capitales, ni en gras.
- Le texte ne doit pas être écrit en capitales (les noms de famille non plus), ni en gras, ni en italique, ni en « petit »…
- Le gras n'est utilisé que pour surligner le titre de l'article dans l'introduction, une seule fois.
- L'italique est rarement utilisé : mots en langue étrangère, titres d'œuvres, noms de bateaux, etc.
- Les citations ne sont pas en italique mais en corps de texte normal. Elles sont entourées par des guillemets français : « et ».
- Les listes à puces sont à éviter, des paragraphes rédigés étant largement préférés. Les tableaux sont à réserver à la présentation de données structurées (résultats, etc.).
- Les appels de note de bas de page (petits chiffres en exposant, introduits par l'outil «  Source ») sont à placer entre la fin de phrase et le point final[comme ça].
- Les liens internes (vers d'autres articles de Wikipédia) sont à choisir avec parcimonie. Créez des liens vers des articles approfondissant le sujet. Les termes génériques sans rapport avec le sujet sont à éviter, ainsi que les répétitions de liens vers un même terme.
- Les liens externes sont à placer uniquement dans une section « Liens externes », à la fin de l'article. Ces liens sont à choisir avec parcimonie suivant les règles définies. Si un lien sert de source à l'article, son insertion dans le texte est à faire par les notes de bas de page.
- La présentation des références doit suivre les conventions bibliographiques. Il est recommandé d'utiliser les modèles {{Ouvrage}}, {{Chapitre}}, {{Article}}, {{Lien web}} et/ou {{Bibliographie}}. Le mode d'édition visuel peut mettre en forme automatiquement les références.
- Insérer une infobox (cadre d'informations à droite) n'est pas obligatoire pour parachever la mise en page.

Pour une aide détaillée, merci de consulter Aide:Wikification.
Si vous pensez que ces points ont été résolus, vous pouvez retirer ce bandeau et améliorer la mise en forme d'un autre article.
Pascal Le Pautremat, né en 1969, est un géopolitologue français.

## Biographie
Pascal Le Pautremat a publié plusieurs ouvrages et plusieurs centaines de brèves et d'articles depuis 1998.
Avec Fabienne Mercier-Bernadet, il organise en 2001 le premier colloque en France consacré aux forces spéciales {https://theatrum-belli.com/forces-speciales-concept-et-histoire-actes-du-colloque-de-juin-2001/%7CForces spéciales}}, sous la direction de Maurice Vaïsse, en tant que chargé de mission au sein du Centre d'études d'histoire de la défense (CEHD) aujourd'hui intégré à l'Institut de recherche stratégique de l'École militaire (IRSEM).[réf. nécessaire]
De 2002 à 2022, il est chargé de cours dans l'enseignement supérieur et conférencier.
Il s'est spécialisé sur les crises et conflits contemporains, ainsi que sur les questions de l'Islam pluriel en France, en prolongement de sa thèse de doctorat (1998) qui portait sur politique musulmane de la France durant le premier tiers du XXe siècle (dir. Yves-Henri Nouailhat - Université de Nantes). Il est, à ce titre, régulièrement consulté par les médias.
En 2009-2010, il est conseiller historique, avec Benjamin Stora, pour le scénario du film Des hommes libres d'Ismael Ferroukhi, sorti  en 2011.
Pendant quelques années, Pascal Le Pautremat s'implique en politique et est candidat, pour le parti Debout la France, aux élections législatives de 2012 (Sixième circonscription de la Loire-Atlantique), où il obtient 0,95 % des suffrages exprimés, et fait partie de la liste Debout la France aux élections européennes 2014 (circonscription Grand Ouest). Il a, depuis, abandonné la  politique.[réf. nécessaire]
En 2017, il fonde et dirige Actiongeos, spécialisée sur les questions géopolitiques et géoéconomiques, ainsi que sur les risques et opportunités-pays. Ses expertises s'adressent aux entreprises publiques et privées. Il est également consultant sur les crises et conflits contemporains, qu'il aborde auprès des médias télévisés mais aussi dans la presse spécialisée ou généraliste,,. 
En juin 2023, il est nommé maître de conférences (https://recherche.uco.fr/fr/chercheur/pascal-le-pautremat) à l'UCO (Université catholique de l'Ouest) et intégré au Département de science-politique, sur le campus de Nantes. 

## Publications

### Ouvrages personnels
- Géopolitique de l'eau - L'"Or bleu" et ses enjeux, entre prospectives, crises et tensions... Éditions L'Esprit du Temps, Paris, (juin) 2020, 224 pages.
- La Grande-Bretagne dans la Grande Guerre. D'écume et de sable, d'argile et de sang. Éditions SOTECA/Belin, collection "Les Nations dans la Grande Guerre", Paris, 2014, 320 pages.
- Les Agents secrets de la France libre. Le Bureau central de Renseignement et d'Action. Éditions Histoire & Collections, collection "Résistance", Paris, 2013, 144 pages.
- Les Opérations de l’armée françaises en Afrique (1978-2014) tome 2. Raids, Hors-série no 54 (2014).
- Les opérations de l’armée françaises en Afrique (1960-2013) tome 1. Raids, Hors-série no 48 (2013).
- First Bull Run. Première victoire pour le Sud. Éditions Histoire et Collections, collection "Des batailles et des Hommes", Paris, 2010, 82 pages.
- CIA, 60 ans d'actions clandestines. Éditions Histoire et Collections, Paris, 2010, 176 pages.
- Les Guerriers de la République. Forces spéciales et services secrets 1970-2009 Paris, Choiseul Éditions, 2009, 286 pages.
- Forces spéciales, nouveaux conflits, nouveaux guerriers (dir.), Paris, Éditions Autrement, 2003, 134 p.
- La politique musulmane de la France au XXe siècle : de l'hexagone aux terres d'Islam : espoirs, réussites et échecs, 2003, Éditions Maisonneuve et Larose, 564 p.
- Le dirigeant de PME-PMI et l'intelligence économique : les précautions à prendre aus sein d'une PME-PMI, 2006, 2008, Éditions CGPME-IDF, 111 p.
- Héros de Tunisie : spahis et tirailleurs d'Ahmed Bey 1er à Lamine Bey (1837-1957) (avec Éric Deroo), 2006, Éditions Cérès, 173 p.

### Participation à des ouvrages collectifs
- L'armée et l'islam. Enjeux et débats en France du XIXe siècle au XXIe siècle (dir. Julie D'Andurain, Jérôme Bocquet, Jacques Frémeaux ). Editions du Cerf, collection "Patrimoines", septembre 2024, 262 pages.
- Histoire mondiale du renseignement, (dir. Eric Denécé). Tome 4 - Renseignement et espionnage pendant la Première Guerre mondiale. Editions Ellipses, juillet 2023, 574 pages.
- Forces spéciales, Éditions de La Martinière, Paris, 2022, 320 pages.
- Guerres secrètes, Somogy Éditions D'art, Paris, 2016, 368 pages.
- Encyclopédie de la Seconde Guerre mondiale. Sous la direction de Jean-François Muracciole et Guillaume Piketty, Paris, éditions Robert Laffont, Ministère de la Défense, collection "Bouquins" 2015, 1473 p.
- Le sacrifice du soldat. Corps martyrisé, corps mystifié. Christian Benoit, Gilles Boëtsch, Antoine Champeaux, Eric Deroo (dir.), CNRS Éditions /ECPAD, Paris, 2009, 239 pages.
- La Guerre psychologique. Des origines à nos jours. Paul Villatoux (dir.),Éditions L’Esprit du Livre, collection images d’histoire, Paris, 2008, 396 pages.
- Le débarquement de Provence. A. Champeaux, P. Gaujac (dir), Lavauzelle, 2008, 550 p.
- Frontière d’empire du Nord à l’Est. Soldats coloniaux et immigrations des Suds, Éditions La découverte, Paris, 2008, 259 p.
- Les armées françaises à l’heure de l’interarmisation et de la multinationalisation. Les armées à l’aube du XXIe siècle. Tome V, L’Harmattan, collection « Défense », Paris, 2007, 593 pages.
- Les zones grises dans le monde aujourd’hui. Le non-droit gangrène-t-il la planète ? L’Harmattan, collection « Défense », Paris, 2006, 281 pages.
- Géopolitique des États-Unis. Culture, intérêts, stratégies (tome 3). Aymeric Chauprade (dir.). Revue Française de Géopolitique, éditions Ellipses, 2005, 414 pages.
- Les relations culturelles entre chrétiens et musulmans au Moyen Âge. Quelles leçons en tirer de nos jours ? Actes du colloque. Turnhout, éditions Brepols, 2005, 166 pages.
- Des conflits en mutation ? De la guerre froide aux nouveaux conflits. Danielle Domergue-Cloarec, Antoine Coppolani (dir.), éditions Complexe, 2004, 503 pages.
- La Historia del siglo XX, Benoît Pellistrandi, René Rémond, Susana Sueiro et Javier Tusell (dir.), Ed Biblioteca nuvea, 2004, 384 pages.